# Stanislas Golinski
Stanislas Golinski (ur. 24 lutego 1924 w Montigny-en-Gohelle we Francji, zm. 25 marca 2012) – francuski piłkarz pochodzenia polskiego, występujący na pozycji obrońcy oraz trener.
Syn polskiego górnika, rozpoczął swoją profesjonalną karierę w klubie RC Lens i po dwóch latach przeniósł się do Nîmes Olympique. Nazywany w Nîmes Stan, Stanis. Stanislas Goliński był twardo grającym środkowym obrońcą. W magazynie, L’Équipe z 25 lutego 1954, napastnik Olympique Marsylia, Gunnar Andersson o Golinskim powiedział: „Wyjaśniajcie to, jak chcecie, nie mogę grać przeciwko niemu, on mnie paraliżuje.”
W swojej karierze rozegrał 213 spotkań w Division 1.